# Gignac (Vaucluse)
Gignac egy település Franciaországban, Vaucluse megyében. Lakosainak száma 73 fő (2022. január 1.). Gignac Simiane-la-Rotonde, Caseneuve, Rustrel és Viens községekkel határos.

## Népesség
A település népességének változása:
| Lakosok száma | 56   | 67   | 71   | 68   | 69   | 71   | 73   | 73   | 73   |
|               | 2013 | 2015 | 2016 | 2017 | 2018 | 2019 | 2020 | 2021 | 2022 |